# Megyaszó
Megyaszó ist eine ungarische Gemeinde im Kreis Szerencs im Komitat Borsod-Abaúj-Zemplén.

## Geografische Lage
Megyaszó liegt in Nordungarn, 22 Kilometer nordöstlich des Komitatssitzes Miskolc, 11 Kilometer nordwestlich der Kreisstadt Szerencs an dem Fluss Megyaszó-patak. Nachbargemeinden sind Alsódobsza. Szentistvánbaksa, Legyesbénye und Újharangod, ein Ortsteil der Gemeinde Gesztely.

## Sehenswürdigkeiten
- Kruzifix, erschaffen von János Fadrusz
- Lőrinc-Mészáros-Holzskulptur, erschaffen von Géza Lavotha
- Mátyás-király-Büste, erschaffen von János Fadrusz
- Reformierte Kirche, erbaut im 17. Jahrhundert, später erweitert und umgebaut
- Römisch-katholische Kirche Szűz Mária Szeplőtelen Szíve

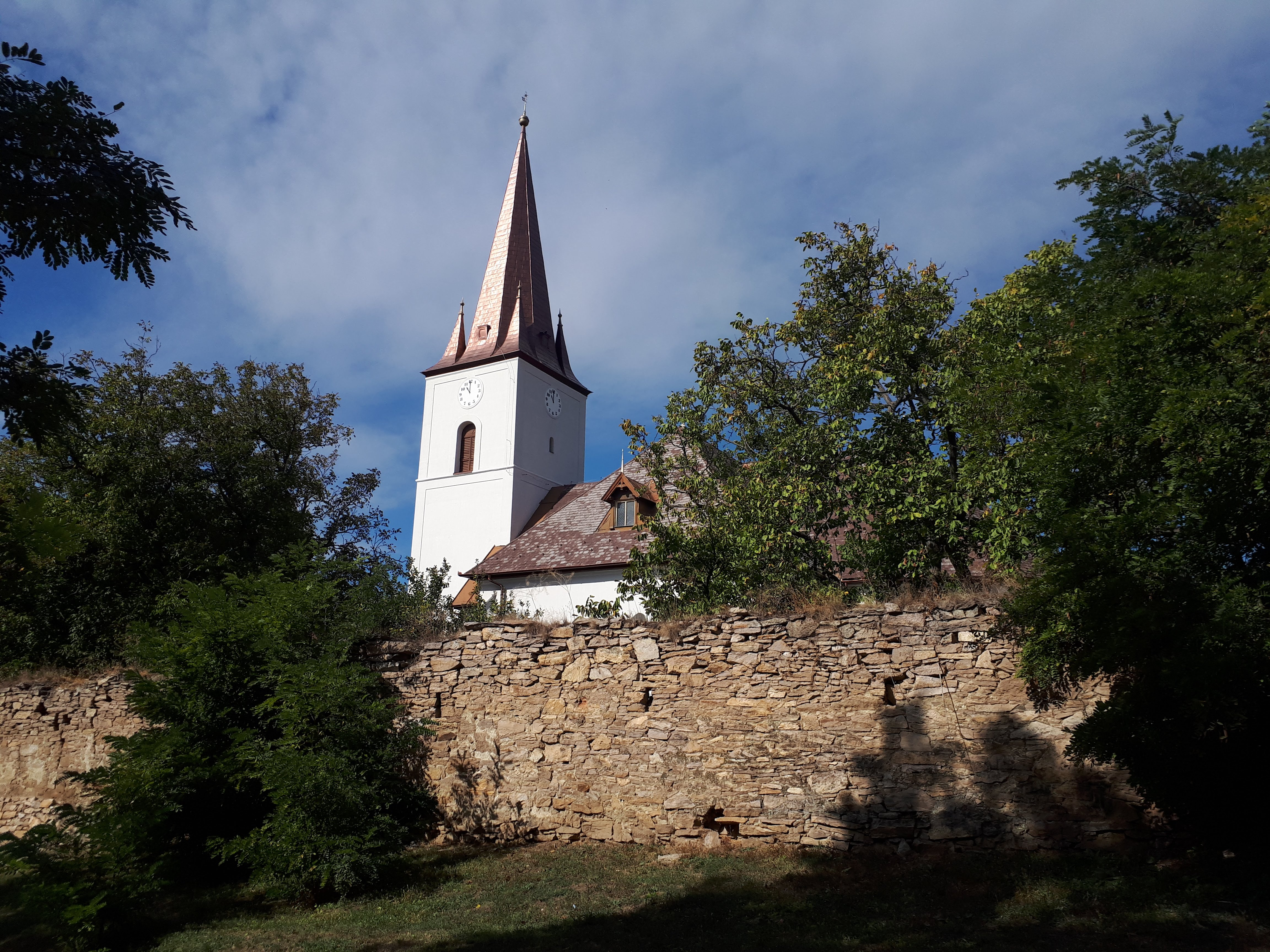
Reformierte Kirche

## Söhne und Töchter der Gemeinde
- Lőrinc Mészáros (1466–1514), katholischer Priester und einer der Anführer des ungarischen Bauernaufstandes
- Soma Tóth (1830–1886), Schauspieler
- Frigyes Borszéky (1880–1955), Maler und Keramiker
- István Orosz (* 1949), Schauspieler

## Verkehr
In Megyaszó treffen die Landstraßen Nr. 3702, Nr. 3722 und Nr. 3727 aufeinander. Es bestehen Busverbindungen über Alsódobsza nach Gesztely sowie über Legyesbénye und Bekecs nach Szerencs, wo sich der nächstgelegene Bahnhof befindet.